# Branko Ilić
Branko Ilić, slovenski nogometaš, * 6. februar 1983, Ljubljana.
Igral je na položaju desnega bočnega branilca, med letoma 2004 in 2015 je bil slovenski reprezentant.

## Klubska kariera
Ilić je mladinski staž preživel pri ljubljanski Olimpiji, kjer je tudi prvič zaigral v članski konkurenci. Leta 2003 mu je prvo priložnost na prvem srečanju spomladanskega dela prvenstva proti Kopru namenil tedanji trener »zmajev« Branko Oblak.
Tik pred finančnim zlomom Olimpije je leta 2005 odšel v Domžale, kjer je igral leto in pol, nakar se je v najbolj odmevnem slovenskem zimskem prestopu preselil v španskega prvoligaša Real Betis. Za Betis je najprej pol sezone igral kot posojen nogometaš, nakar so ga Španci za stalno odkupili. Zadnji dan poletnega prestopnega roka 2009 je bil za pol sezone posojen v ruskega prvoligaša FK Moskve.
Ilić je tudi član slovenske reprezentance. Tudi v njej je debitiral pod vodstvom Oblaka 18. avgusta 2004 v Ljubljani proti Srbiji in Črni gori.